# Иссозе-Нгонде, Эммануэль
Франк Эммануэль Иссозе-Нгонде (фр. Franck Emmanuel Issoze-Ngondet; 2 апреля 1961, Макоку — 11 июня 2020, Либревиль) — габонский политический деятель и дипломат, премьер-министр Габона с 29 сентября 2016 по 12 января 2019 года. Министр иностранных дел Габона с 28 февраля 2012 по 28 сентября 2016 года. Постоянный представитель Габона при ООН с августа 2008 по январь 2009 года и с ноября 2009 по март 2010 года. Глава Совета Безопасности ООН в марте 2010 года.

## Биография
Родился 2 апреля 1961 года в Макоку (Габон). Происходил из народа Кота этноса банту. C 1982 по 1986 годы был студентом Университетского центра политологии и развития в Либревиле. С 1986 по 1988 годы учился в магистратуре при Национальной школе администрации в Либревиле.
Женат с 2008 года, отец пятерых детей. Кроме языка банту и французского, свободно владел также английским языком.
11 июня 2020 года Франк Эммануэль Исскозе-Нгонде скончался от острой дыхательной недостаточности в одной из больниц Либревиля, куда был госпитализирован 21 мая того же года с приступом астмы.

### Политическая деятельность
Эммануэль Иссозе-Нгонде начал свою политическую деятельность в 1988 году, вступив в Габонскую демократическую партию. С 1988 по 1990 годы был научным советником в отделе международных договоров и конвенций при Министерстве иностранных дел Габона. В 1990—1991 годах советником по культуре при посольстве Габона в Камеруне. В 1991—1993 годах был первым советником посольства Габона в Великобритании, в 1993—1994 годах — первым советником посольства Габона в Канаде, 1994—1997 годах занимал ту же должность при посольстве Габона в Германии. Был директором отдела стран Северной Америки при МИД Габона с 1997 по 1998 годы и директором отдела стран Европы с 1998 по 2000 годы. С 2000 по 2006 год посол Габона в Южной Корее, в 2003—2004 годах посол Габона на Филиппинах, некоторое время был послом Габона в Таиланде.
В 2006 году назначен послом Габона в Эфиопии, а также постоянным представителем Африканского союза при комиссии экономической помощи ООН для Африки при Программе ООН по окружающей среде. В августе 2007 года был назначен послом Габона в Кении с сохранением всех предыдущих должностей посла в Эфиопии и стал главой комитета Африканского союза по вопросам беженцев и вынужденных переселенцев.
C 25 августа 2008 по 14 января 2009 года был постоянным представителем Габона при Организации Объединённых Наций в Нью-Йорке. C 14 января по 18 июня 2009 года Министр энергетики Габона. После смерти президента Габона Омара Бонго, с 19 июня по 22 июля 2009 года министр по связям с парламентом и конституционными институтами Габона. Во время Президентских выборов в Габоне в 2009 году был главой предвыборного штаба, а также доверенным лицом Али Ондимба в провинции Огове-Ивиндо.
С 5 ноября 2009 по март 2010 вновь занимал должность постоянного представителя Габона при Организации Объединённых Наций. В марте 2010 года недолгое время занимал должность главы Совета безопасности ООН. 28 февраля 2012 года Иссозе-Нгондет был назначен Министром иностранных дел Габона, сменив на этой должности Поля Тунгуи.
29 сентября 2016 года Иссозе-Нгонде был назначен премьер-министром Габона вместо Даниэля Она Ондо. Новый состав правительства во главе с Иссозе-Нгонде был сформирован 2 октября 2016 года.
12 января 2019 года, через пять дней после неудачной попытки захвата власти военными Иссозе-Нгонде был отправлен в отставку со своего поста и заменён Жульеном Нкоге Бекале.